# Mishmar HaNegev
Mishmar HaNegev (hebreiska: משמר הנגב) är en ort i Israel.   Den ligger i distriktet Södra distriktet, i den centrala delen av landet. Mishmar HaNegev ligger 206 meter över havet och antalet invånare är 781.
Terrängen runt Mishmar HaNegev är lite kuperad, och sluttar brant västerut.Runt Mishmar HaNegev är det ganska glesbefolkat, med 42 invånare per kvadratkilometer. Närmaste större samhälle är Be'er Sheva, 14,2 km sydost om Mishmar HaNegev. Trakten runt Mishmar HaNegev är ofruktbar med lite eller ingen växtlighet.